# فیلیپ گریول
فیلیپ گریول (انگلیسی: Philippe Grivel؛ زادهٔ ۲۹ ژوئن ۱۹۶۴) دوچرخه‌سوار اهل سوئیس است.